# The Lens
The Lens est un moteur de recherche académique produit par Cambia, une organisation internationale indépendante à but non lucratif dédiée à la démocratisation de l’innovation. 

## Historique

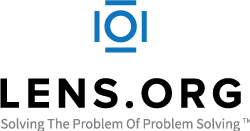
Logo de The lens

Lancé en 2000, Patent Lens a permis la recherche gratuite de plus de 10 millions de documents de brevet en texte intégral, y compris les brevets et demandes des États-Unis, les brevets et demandes australiens, les brevets européens et les demandes du Traité de coopération en matière de brevets (PCT). Lens.org a été distingué comme étant le seul produit à but non lucratif de ce type, avec une couverture internationale et des liens vers la littérature grise et les tutoriels.
En 2013, Patent Lens a été officiellement remplacé par le nouveau site de Cambia, The Lens. La présentation visuelle et la gestion de l’espace de travail a été améliorée. Le site dispose également d’une interface spécifique avec un certain nombre d’outils avancés.
La Queensland University of Technology a participé au développement initial du produit.

## Caractéristiques
Les recherches sur The Lens peuvent être effectuées à l'aide de nombreuses variables, notamment le texte intégral, le titre, le résumé, l'inventeur, le demandeur / cessionnaire, le numéro de publication et le numéro de dépôt. Un utilisateur est également en mesure de rechercher des brevets américains périmés, abandonnés ou expirés via le service INPADOC sur le statut des brevets et les informations familiales. Les familles de brevets peuvent être visualisées en utilisant pdfs en tant qu'arbres graphiques.
The Lens est actuellement lié à des données réglementaires sous la forme du livre orange de la Food and Drug Administration (FDA) des États-Unis : produits médicamenteux approuvés avec évaluations d'équivalence thérapeutique . Les données sur les séquences biologiques sont intégrées via des liens vers la GenBank du National Center for Biotechnology Information (NCBI) et les propres séquences de gènes de Patent Lens. Le Patent Sequence Project  lancé en juin 2006, fournit le seul dépôt public permettant aux utilisateurs d'explorer plus de 80 millions de séquences d' ADN et de protéines divulguées dans des brevets.
Des didacticiels sur les brevets  sont disponibles sur le site, couvrant les revendications de brevet, la liberté d’exploitation, l’ invention de brevets et les demandes de brevet en cours . Les droits d' obtenteur (PBR), également appelés droits d'obtention végétale (PVR), sont également abordés. Cela a pour but de `` forger une ressource d'apprentissage que les participants aux systèmes d'innovation à tous les niveaux ... peuvent utiliser pour se renseigner sur des questions critiques et opportunes liées à l'amélioration du bien public ... en s'engageant dans le système des brevets ''.

## Méthodologie
On peut entrer dans The Lens de véritables requêtes booléennes expertes et complexes, d’autant que l’outil prend en compte les parenthèses et propose de nombreux opérateurs de recherche dont la troncature, la recherche sur de nombreux champs, etc.
Sur Lens, on dispose ainsi :
- de nombreux filtres de recherche ;
- d’une indexation sujet, de la possibilité de tirer parti du thésaurus Mesh, etc.
- des liens entre les articles scientifiques et les brevets (articles citant un brevet ou l’inverse) ;
- de liens vers l’article en texte intégral si disponible ;
- de liens vers les références de l’article et les articles le citant ;
- de fonctionnalités d’analyses (auteurs, institutions les plus cités, volume d’articles par année, etc.)[7].

## Prise en charge de la langue maternelle
L'interface de recherche est disponible en chinois, anglais et français, le texte intégral des brevets de l'Office européen des brevets (OEB) étant consultable en anglais, français et allemand.